# Gemeiner Erdläufer

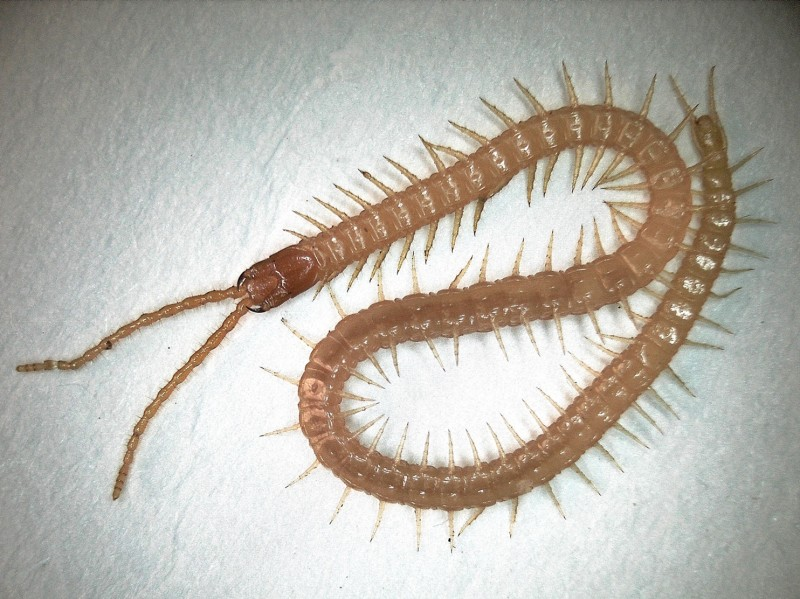
Unterseite eines Exemplars

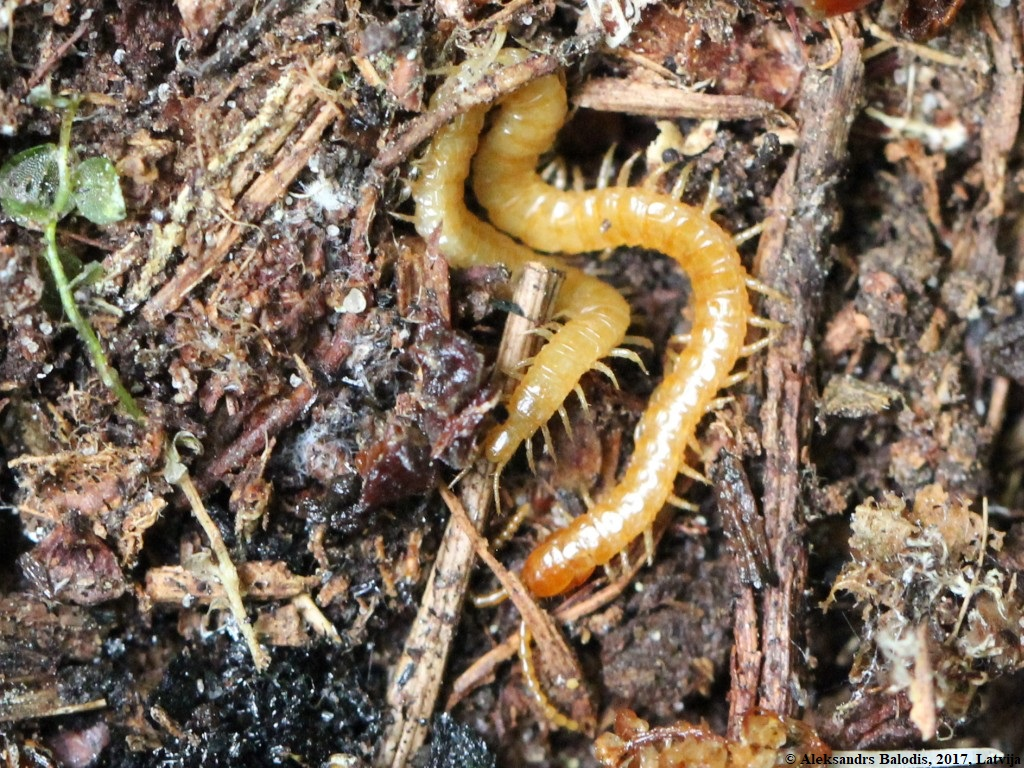
Gut erkennbar ist die gelbe Färbung dieses Exemplars

Der Gemeine Erdläufer (Geophilus flavus, Syn. Geophilus longicornis) ist eine Art der Hundertfüßer und lebt in Europa.

## Merkmale
Der Gemeine Erdläufer ist ein wurmartiger, abgeflachter Hundertfüßer mit einer Gesamtlänge von 15–45 mm. Er ist sehr dünn gebaut und wird nur etwa 1 mm dick. Die Färbung ist meist gelblich, der Kopf mit den langen Fühlern und auffälligen Mandibeln ist dabei etwas dunkler und orangefarben gefärbt. Die 49–57 Beinpaare sind ebenfalls gelblich gefärbt. Die Art besitzt keine Augen.

## Verwechslungsarten
In Deutschland leben eine Reihe weiterer Arten der Gattung, nämlich Geophilus alpinus, Geophilus carpophagus, Geophilus electricus, Geophilus linearis, Geophilus oligopus, Geophilus osquidatum, Geophilus proximus, Geophilus pygmaeus, Geophilus rhenanus, Geophilus ribauti, Geophilus studeri und Geophilus truncorum.

## Verbreitung und Lebensraum
Die meisten Nachweise der Art stammen aus Mittel- und Nordeuropa. Hier lebt die Art in großen Teilen von Großbritannien, Irland, Frankreich, Deutschland, Polen, Tschechien und Österreich, in den zentralen und südlichen Teilen von Schweden und Norwegen, im Nordosten von Spanien, sowie verstreuter in Italien, der Schweiz, den Niederlanden, Belgien, Dänemark, Finnland, Estland und Ungarn. Ob die außereuropäischen Nachweise aus Tunesien, Russland, Kanada und den Vereinigten Staaten auch zu dieser Art gehören, oder ob es sich nicht eher um andere Arten handelt, ist nicht geklärt.
Der Gemeine Erdläufer ist ein typischer Bodenbewohner und lebt in Hohlräumen von feuchten Wald-, Wiesen- und Ackerböden, sowie in der Laubstreu von Wäldern. Häufig findet man ihn unter Steinen und Holz. Die Art ist weit verbreitet und kann in Deutschland ganzjährig sowohl im Wald, als auch in Gärten oder Parks häufig gefunden werden.

## Lebensweise
Die wendige, nachtaktive Art bewegt sich auf der Suche nach Nahrung durch Bodenhohlräume und Lücken von humosen Bodenschichten. Bei Berührung versucht er sich so aufzuwinden, dass die Unterseite mit den Wehrdrüsen nach außen kommt. Erdläufer fressen überwiegend Regenwürmer und andere kleine Bodenwürmer, wie Enchyträen, aber auch Gliederfüßer und andere Tausendfüßer, die mit einem hochwirksamen Giftbiss der Maxillipeden überwältigt werden. Weibchen legen Klumpen von 50–60 Eiern in den Boden oder morsches Holz und bewachen die Gelege bis zum Schlupf der Jungtiere. Dabei umschlingen sie das Gelege mit der Bauchseite nach außen. Bei der Annäherung von Feinden wird aus den Drüsen der Bauchseite ein Abwehrsekret ausgestoßen. Die Entwicklung vom Ei bis zum geschlechtsreifen Tier dauert 3 Jahre. Das Lebensalter kann bis zu 6 Jahre betragen.

## Taxonomie
Das Basionym der Art ist Scolopendra flava, der heute gültige Name Geophilus flavus. In der Literatur werden folgende Synonyme verwendet:
- Geophilus austriacus Latzel, 1880
- Geophilus carnicus Verhoeff, 1928
- Geophilus dacunhae Lawrence, 1956
- Geophilus hortensis Koch, 1838
- Geophilus longicornis Leach, 1815
- Geophilus praedator Verhoeff, 1937
- Geophilus styricus Verhoeff, 1895
- Necrophloeophagus flavus De Geer, 1778
- Necrophloeophagus longicornis Leach, 1814
- Pachymerium flavum Folkmanova, 1949
- Pachymerium folkmanovae Dobroruka, 1966
- Pachymerium tristanicum Attems, 1928
- Schizotaenia folkmanovae Dobroruka, 1966
- Schizotaenia ormata Folkmanova & Dobroruka, 1960
- Schizotaenia ornata Folkmanova & Dobroruka, 1960